# Анте Томич
Анте Томич е съвременен хърватски писател и журналист.

## Биография
Роден е в Сплит през 1970 година. Завършва философия и социология. Работи като журналист в хърватския ежедневник „Свободна Далмация“.
За кратко време се превръща в популярен съвременен писател в Хърватска още след първите си две книги „Забравих къде съм паркирал“, сборник разкази (1997) и „Какво е мъж без мустаци“, роман (2000).
Продължава да пише разкази, есета, романи, които по комичен начин разказват за живота и манталитета на хората от далматинското Загоре.

## Произведения

### Романи
- Što je muškarac bez brkova (2000)
„Какво е мъж без мустаци“, изд. „Алтера“, София (2015), прев. Русанка Ляпова
- Ništa nas ne smije iznenaditi (2003)
- Ljubav, struja voda i telefon (2005)
- Čudo u Poskokovoj Dragi (2009)
„Чудото в Поскокова Драга“, изд. ИК „Колибри“, София (2015), прев. Русанка Ляпова
- Punoglavci (2011)

### Сборници
- Zaboravio sam gdje sam parkirao (1997) – разкази
„Забравих къде съм паркирал“, изд., прев.
- Veliki šoping (2004) – разкази
- Krovna udruga i druga drama (Anđeli pakla) (2005) – пиеси, с Ивица Иваничевич
- Dečko koji obećava (2009) – публикации
- Nisam pametan (2010) – публикации
- Klevete i laži (2011) – публикации

### Други
- Smotra folklora (2001)
- Klasa optimist (2004)
- Građanin pokorni (2006)